# Kanada i olympiska vinterspelen 1994
Kanada deltog i olympiska vinterspelen 1994. Kanadas trupp bestod av 95 idrottare, 66 män 29 kvinnor. 

## Medaljer

### Guld
- Skidskytte
  - 7,5 km damer: Myriam Bédard
  - 15 km damer: Myriam Bédard

- Freestyle
  - Puckelpist herrar: Jean-Luc Brassard

### Silver
- Konståkning
  - Singel herrar: Elvis Stojko

- Freestyle
  - Hopp herrar: Philippe Laroche

- Ishockey
  - Herrarnas turnering: Corey Hirsch, Adrian Aucoin, Derek Mayer, Brad Werenka, Ken Lovsin, Todd Hlushko, Fabian Joseph, Paul Kariya, Dwayne Norris, Greg Johnson, Brian Savage, Wally Schreiber, Todd Warriner, Greg Parks, Mark Astley, Jean Yves Roy, Chris Kontos, David Harlock, Manny Legace, Allain Roy, Chris Therien, Brad Schlegel och Petr Nedvěd

- Short track
  - 1 000 m damer: Nathalie Lambert
  - 3 000 m stafett damer: Christine Boudrias, Isabelle Charest, Angela Cutrone, Sylvie Daigle och Nathalie Lambert

- Hastighetsåkning på skridskor
  - 500 m damer: Susan Auch

### Brons
- Hastighetsåkning på skridskor
  - Störtlopp herrar: Ed Podivinsky

- Konståkning
  - Par: Isabelle Brasseur och Lloyd Eisler

- Freestyle
  - Hopp herrar: Lloyd Langlois

- Short track
  - 1 000 m herrar: Marc Gagnon